# Distrito de Alta Algovia
Alta Algovia (en alemán: Oberallgäu) es uno de los 71 distritos en que está dividido administrativamente el estado alemán de Baviera. Es colindante (en el sentido de las agujas del reloj, empezando desde el Norte) con los distritos de Baja Algovia y Algovia Oriental, los estados austriacos de Tirol y Vorarlberg, el distrito de Lindau, y el estado de Baden-Wurtemberg (distrito de Ravensburg). La ciudad de Kempten está rodeada por el distrito, pero no pertenece a él.

## Historia
Los primeros vestigios de asentamientos humanos en esta región datan de la Edad de Bronce (1800-1200 a. C.]].). Se han encontrado restos de estos asentamientos en Burg im Allgäu, cerca de Sonthofen. Los celtas ocuparon Algovia y las regiones circundantes a mediados del 600 a. C., asentándose en la zona y fundando la actual ciudad de Kempten. Posteriormente esta ciudad fue expandida por los romanos, a la que más tarde llamaron Cambodunum.
El área del distrito de Alta Algovia fue propiedad de varios Señores. En la época medieval Kempten era una ciudad imperial libre, y las tierras circundantes quedaron subordinadas a los señores de Staufen y los condes de Rothenfels. Ambos dejaron de existir a comienzos del siglo XIX, cuando Napoleón incorporó estos territorios al Reino de Baviera.
El distrito de Alta Algovia tal como es en la actualidad fue establecido en 1972 mediante la fusión de los antiguos distritos de Sonthofen y Kempten. Tras esa unión, el territorio de la ciudad libre de Kempten fue ligeramente aumentado al absorber algunos municipios del antiguo distrito de Kempten.

## Geografía
Alta Algovia es el distrito más meridional de Alemania. Oberallgäu significa literalmente "Algovia superior". El término Allgäu se aplica a la parte de la Alpes situado en Suabia y sus estribaciones del norte.
En el extremo sur del distrito se encuentran algunas de las montañas más altas de la región de Algovia, entre las que destaca la Hochfrottspitze (2.649 m). El río Iller (un afluente del Danubio) recorre el distrito de sur a norte, atravesando entre otras las ciudades de Sonthofen e Immenstadt.
No hay ningún río navegable en el distrito. El río Iller es el más caudaloso de los que cruza el distrito, pero es muy poco profundo y tiene muchas presas.

## Escudo de armas
El escudo de armas combina los colores y símbolos de los antiguos distritos de Kempten y Sonthofen:
- En la parte izquierda se muestra una montaña en plata sobre fondo rojo, simbolizando la cordillera principal de Algovia (Hochvogel).
- En la parte derecha aparecen los tres leones en campo dorado del blasón de los Staufen, antiguos Duques de Suabia.

## Ciudades y municipios

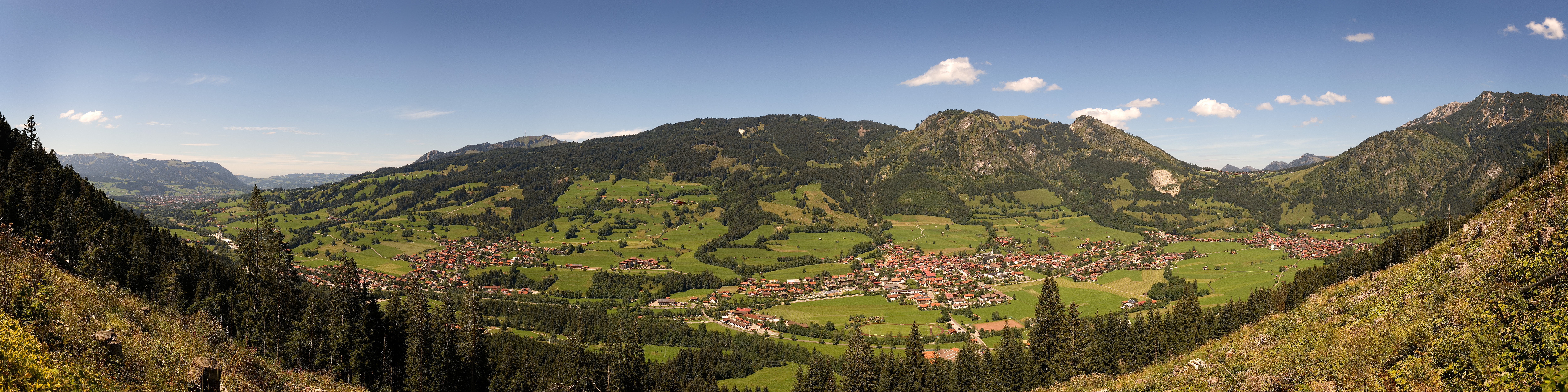
Vista panorámica del municipio de Bad Hindelang.

| Ciudades                   | Municipios | |
| -------------------------- | --- | --- |
| 1. Immenstadt 2. Sonthofen | 1. Altusried 2. Bad Hindelang 3. Balderschwang 4. Betzigau 5. Blaichach 6. Bolsterlang 7. Buchenberg 8. Burgberg im Allgäu 9. Dietmannsried 10. Durach 11. Fischen 12. Haldenwang 13. Lauben | 1. Missen-Wilhams 2. Obermaiselstein 3. Oberstaufen 4. Oberstdorf 5. Ofterschwang 6. Oy-Mittelberg 7. Rettenberg 8. Sulzberg 9. Waltenhofen 10. Weitnau 11. Wertach 12. Wiggensbach 13. Wildpoldsried |